# Nebrioporus kiliani
Nebrioporus kiliani is een keversoort uit de familie waterroofkevers (Dytiscidae). De wetenschappelijke naam van de soort is voor het eerst geldig gepubliceerd in 1929 door Peyerimhoff.